# L'Art de la danse
Pour plus de détails, voir Fiche technique et Distribution.
L'Art de la danse (titre original : How to Dance) est un court métrage d'animation américain de la série de Dingo, sorti le 11 juillet 1953 aux États-Unis, réalisé par les studios Disney.

## Synopsis
Dingo souhaite apprendre à danser. Il passe en revue l'art de la danse depuis la préhistoire jusqu'à l'époque actuelle.

## Fiche technique
- Titre Original : How to Dance
- Autres titres [2]:
  - Finlande : Tanssitaito
  - France : L'Art de la danse
  - Italie : L'Arte della danza
  - Suède : Jan Långben dansar, Jan Långben tar danslektioner
- Série : Dingo sous-série Comment faire
- Réalisateur : Jack Kinney
- Scénario : Dick Kinney, Milt Schaffer
- Voix [2]: Pinto Colvig (Goofy), Firehouse Five Plus Two (musiciens)
- Animateur[3] : Edwin Aardal, George Nicholas, John Sibley
- Layout : Bruce Bushman
- Décors : Claude Coats
- Effets d'animation : Blaine Gibson
- Musique[2]: Joseph Dubin
- Producteur : Walt Disney
- Société de production : Walt Disney Productions
- Distributeur : RKO Radio Pictures
- Date de sortie : 11 juillet 1953
- Format d'image : Couleur (Technicolor)
- Son : Mono (RCA Sound System)
- Durée[3] : 6 min 17 s
- Langue : Anglais
- Pays de production :  États-Unis

## Voix françaises

### 1erdoublage (exploité dansMickey, Donald, Pluto et Dingo en vacances, 1974)
- Michel Roux : Narrateur
- Pierre Garin : Dingo (George Geef)

### 2edoublage (1990)
- Hervé Jolly : Narrateur
- Gérard Rinaldi : Dingo (George Geef)
- Claude Chantal : La femme de Dingo

## À noter
- Le nom de l'école de dans est Atencio's School of Dance, en référence à Xavier Atencio, un artiste de Disney[3].
- Le groupe de musiciens, les Firehouse Five Plus Two est un groupe de jazz formé au sein des studios par quelques artistes. Il a ensuite eu une carrière dans le parc Disneyland comme au dehors[4].